# Paper (werkstuk)
Een paper is een wetenschappelijke tekst van beperkte lengte, over het algemeen geschreven in opdracht. Het gaat vaak om een schriftelijke eindopdracht voor studenten, waarmee ze een specifiek vak afronden. 
Een korte tekst naar aanleiding van een congres of symposium heet ook een paper.

## Ontstaan
De term paper is letterlijk overgenomen uit het Engels. Binnen de wetenschap is het Engels tegenwoordig de lingua franca. Dit valt onder meer te zien aan de termen voor de verschillende opleidingsfases (Bachelor, Master, PhD) en de grote hoeveelheid publicaties in het Engels. Het gebruik van de term paper is een onderdeel van dezelfde trend.

## Schriftelijk werkstuk
Met name in de latere fase van hun studie ronden universitaire studenten hun vakken vaak af met een paper. Het gaat dan om een schriftelijk werkstuk waarin verslag wordt uitgebracht van een zelfstandig uitgevoerd (deel)onderzoek dat aansluit bij het onderwerp van de specifieke cursus. Soms krijgen studenten een concrete opdracht. In andere gevallen is de enige eis dat het onderzoek iets te maken heeft met het onderwerp van de cursus.
Door middel van een paper kan een docent beoordelen in hoeverre de student in staat is om zelfstandig een onderzoek uit te voeren en daarover zijn/haar gedachten te formuleren. Op deze manier is de paper een ideaal hulpmiddel voor het aanleren en toetsen van academische vaardigheden. Tevens geeft het schrijven van een paper studenten de mogelijkheid om zich voor te bereiden op hun scriptie.
Soms is de mogelijkheid tot publicatie of presentatie van de paper aan een ruimer (academisch) publiek ook een van de voorwaarden die de docent stelt. Op dat moment is er sprake van een paper in de tweede betekenis.